# Brusselse gewestverkiezingen 2014/Kandidatenlijst/PS
Dit is de kandidatenlijst van de PS voor de Brusselse gewestverkiezingen van 2014. De verkozenen staan vetgedrukt.

## Effectieven
1. Rudi Vervoort
2. Fadila Laanan
3. Charles Picqué
4. Caroline Désir
5. Rachid Madrane
6. Catherine Moureaux
7. Philippe Close
8. Jamal Ikazban
9. Isabelle Emmery
10. Nadia El Yousfi
11. Marc-Jean Ghyssels
12. Véronique Jamoulle
13. Bea Diallo
14. Emin Ozkara
15. Simone Susskind
16. Mohamed Azzouzi
17. Cathy Marcus
18. Mohamed Ouriaghli
19. Ahmed El Ktibi
20. Cécile Vainsel
21. Mohammed Jabour
22. Lara Thommes
23. Lotfi Mostefa
24. Amet Gjanaj
25. Nicole Nketo Bomele
26. Martin Casier
27. Hafida Draoui
28. Derya Alic
29. Ghezala Cherifi
30. Ahmed Medhoune
31. Isabelle Grippa
32. Michel Kutendakana
33. Ursule Akatshi
34. Halis Kokten
35. Marie Vanhamme
36. Hasan Koyuncu
37. Lilas Rigaux
38. Sevket Temiz
39. Myriem Amrani
40. Nader Rekik
41. Daisy Auquier
42. Julie De Pauw
43. Mourad Metioui
44. Najat Zlaidi
45. Olivier De Prins
46. Lydia Mutyebele
47. Matthieu Degrez
48. Leyla Ertorun
49. Ibrahim Donmez
50. Danielle Jacobs Schindfessel
51. Yasmina Nekhoul
52. Sophie Cockshaw
53. Amidou Si M'Hammed
54. Sonia Kilani
55. Brian Booth
56. Monique Kestemont
57. Abdelkrim Ayad
58. Delphine Lamarque
59. Yannick Piquet
60. Jacob Kamuanga Tujibikele
61. Khalil Aouasti
62. Victoria Videgain Santiago
63. Fabrice Delooz
64. Samira Benallal
65. Valérie Lambot
66. Paulette Piquard
67. David Cordonnier
68. Jamel Azaoum
69. Jean Spinette
70. Fatiha Saïdi
71. Françoise Dupuis

## Opvolgers
1. Michèle Carthé
2. Ridouane Chahid
3. Julien Uyttendaele
4. Kenza Yacoubi
5. Yonnec Polet
6. Döne Sonmez
7. Christian Magérus
8. Lise Batugowski
9. Rolando Janampa Ramos
10. Nathalie David
11. Sébastien Lepoivre
12. Nevruz Unal
13. Brahim Datoussaid
14. Pascale Ingelaere
15. Aurélie Autenne
16. Willy Decourty